# Frederick Richard Lee
Pour les articles homonymes, voir Lee.
Frederick Richard Lee, né le 10 juin 1798 à Barnstaple dans le Devon et mort le 5 juin 1879 à Vleesch Bank en Afrique du Sud, est un artiste anglais.

## Biographie
Frederick Richard Lee naît le 10 juin 1798 à Barnstaple. Il entre dans l'armée très tôt dans sa vie, obtenant une commission d'officier dans le 56e régiment d'infanterie, avec lequel il fait campagne des Pays-Bas contre Napoléon. Mais sa santé fragile le contraint à quitter l'armée. Il pratique la peinture en tant qu'amateur, et s'y consacre désormais en tant que profession. Il devient élève de l'Académie royale en 1818. Il expose à la British Institution en 1822 ainsi qu'aux années suivantes. Ses tableaux sont favorablement remarqués, et à une occasion il obtient une prime de 50 L, en 1829. Il est élève de la Royal Academy et y expose à partir 1824, et est dès lors un contributeur prolifique à ces deux expositions, ainsi qu'à d'autres ailleurs. Il est élu associé de la Royal Academy en 1834, et académicien en 1838,. Il expose pour la dernière fois en 1870 et devient académicien honoraire à la retraite l'année suivante. Frederick Richard Lee meurt à Vleesch Bank, station de Herman, dans la division de Malmsay, Afrique du Sud, où vit une partie de sa famille, le 5 juin 1879, dans sa quatre-vingt-unième année.

## Œuvres
Son sujet préféré est le paysage du Devonshire, mais il peint également des paysages écossais et français. Il a une maison à Pilton, près de Barnstaple, mais comme il se consacre très tôt à la mer, il vit beaucoup à bord de son yacht, avec lequel il visite les côtes de France, d'Espagne et d'Italie. Parmi les tableaux intéressants de la côte, citons The Coast of Cornwall at the Land's End et The Bay of Biscay, tous deux exposés en 1859, quelques vues de Gibraltar, The Breakwater at Plymouth (1861), et quelques vues de Caprera, la maison de Garibaldi, que Frederick Richard Lee visite sur son yacht en 1864. Ses paysages anglais sont cependant ses œuvres les plus populaires. Dans certains d'entre eux, les personnages ou le bétail sont introduits par son ami M. Thomas Sidney Cooper, R.A. Pour M. Wells de Redleaf, Kent, il peint quelques tableaux de gibier mort, de poissons et de natures mortes. Il y a quatre tableaux de lui à la National Gallery, deux provenant de la collection Vernon, dont The Cover Side, dans lequel les chiens, les personnages et le gibier sont ajoutés par Sir Edwin Landseer. Au South Kensington Museum, on trouve trois tableaux à l'huile et deux aquarelles de Frederick Richard Lee.
Il excelle surtout dans de gais paysages représentant les bords fleuris des fleuves anglais, d'épaisses avenues d'arbres ou quelque site pittoresque de l'Ecosse. La plupart de ses tableaux se trouvent disséminés dans les riches collections particulières. Son Champ labouré fut même l'objet d'une disposition particulière, insérée dans son testament par feu M. Beckford, qui, n'ayant pu l'acheter lui-même à l'Académie, léguait ce soin à son exécuteur testamentaire. En 1848, M. F. R. Lee commença à peindre, en collaboration avec Thomas Sidney Cooper, l'éminent peintre d'animaux, toute une série de paysages animés. 
On cite de cet artiste Brise de Mer, l'Avenue du Parc de Sherbrooke, Tempête sur un lac, les Eaux argentées, la Baie de Biscaye, le Brise-lames de Plymouth, la Cabane du pécheur, la Station Signal à Gibraltar, Vue de Gibraltar prise des Sables, sur la rive occidentale, le Braconnier, Vue de la résidence de Garibaldi à Caprera, d'après des esquisses faites sur l'île pendant un séjour d'une quinzaine dans la maison du général; Cressingham, la Terre où nous vivons, exposée à l'Académie royale en 1867, etc. Il a envoyé à l'Exposition universelle de Paris, en 1855, son Braconnier.